# Jorge Lazaroff
Jorge Ovidio Lazaroff Cesconi (Montevideo - 28 de febrero de 1950 - Montevideo, 22 de marzo de 1989) fue un músico, intérprete y compositor de música popular uruguayo.

## Biografía
Su padre, Juan Lazaroff, había nacido en Bulgaria, y su madre en Salto. Nacido en el barrio Cordón, Lazaroff cursó la primaria y el liceo en el Colegio Richard Anderson (de Montevideo). Tuvo dos hermanos menores que él, Rosario y Juan Eduardo. Rosario se ha especializado en el idioma inglés, y es autora de varios textos literarios. Juan Eduardo Lazaroff se especializó en el piano y los sintetizadores, y es compositor y músico profesional.
Jorge Lazaroff era hincha del Danubio Fútbol Club, que había fundado su abuela. El origen de la camiseta a colores blanco y negro obedece a que un comerciante de la zona ofreció regalarles a los chicos futbolistas las once camisetas, a cambio de que utilizaran los colores de su cuadro, el Montevideo Wanderers Fútbol Club. A Juan Lazaroff (padre) le correspondió la idea de diseñar la franja en diagonal.
Jorge Lazaroff es uno de los creadores fundamentales de la música popular uruguaya. Su peripecia creativa, arrancada en los años setenta, ha permitido experiencias renovadoras en textos y músicas.

## Su obra
La primera aparición pública significativa de Lazaroff fue en agosto de 1972, a los 22 años, como integrante de un grupo llamado Creación y Testimonio en el marco de un concierto de varios grupos que tuvo lugar en el Teatro Solís. Pronto dio un vuelco a la música popular de raíz latinoamericana, a través del grupo Patria Libre, formado por Jorge Bonaldi, Raúl Castro y Miguel Amarillo quien luego sería reemplazado por Jaime Roos. Todos ellos fueron claves en la música popular uruguaya. Entre 1973 y 1975 grabaron dos discos. Mientras tanto, Lazaroff y Bonaldi participaban junto a otros músicos de una experiencia excepcional llamada Aguaragua, que llegó a editar dos larga duración.
Grabó cuatro discos como solista: Albañil, Dos, Tangatos y Pelota al medio. Grabó un disco para niños junto con su amiga Margarita Pegui Merklen, titulado El disco de Pegui editado por Ayuí/Tacuabé (A/E 11 K) con canciones infantiles pero con un gran significado de libertad y dignidad en esos tiempos de dictadura, de las cuales se destacan «Canción de la lechuga», «Mariana», «El pez de cristal», «Canción de las lombrices», entre otras. Integró los grupos Los que Iban Cantando (integrado por Lazaroff ―quien musicalizó el poema Los que iban cantando, de Circe Maia―, Jorge Bonaldi, Luis Trochón y Jorge Di Pólito, Carlos Da Silveira y Edu Lombardo), Vale 4 y participó en los inicios de Canciones para no dormir la siesta. También participó en la mayoría de las grabaciones de su esposa, Cecilia Prato (1957-) como instrumentista o arreglador.
En 1984 armó con Leo Maslíah (1954-) un espectáculo llamado Irrestricto, que se presentó en Montevideo y Buenos Aires. Este material fue grabado entre diciembre de 1984 y abril de 1985 en un álbum que se tituló Tangatos. En 1985 se reeditó con el nombre El fantasma irrestricto.
Lazaroff comienza a abordarse en otros géneros como la escritura y escribe artículos periodísticos (en Asamblea primero y en Brecha después).
Sus nuevas canciones van siendo mostradas al público morosamente.
En 1987 se reunieron Lazaroff, Jorge Bonaldi, Luis Trochón y Edú Lombardo y juntos realizaron un álbum llamado Enloquecidamente. Lazaroff retoma la colaboración autoral de Raúl Castro y se une al campo de lo murguístico, pasando a ser parte de Falta y Resto.
En agosto de 1988 presentó un recital que nuevamente sorprendió a todos. Esta vez lo acompañan Daniel Jacques, Hugo Jasa y su hermano Juan Lazaroff. El nuevo sonido fue recogido en un fonograma (Pelota al medio), que fue grabado a fines de 1988 y editado a principios de 1989.

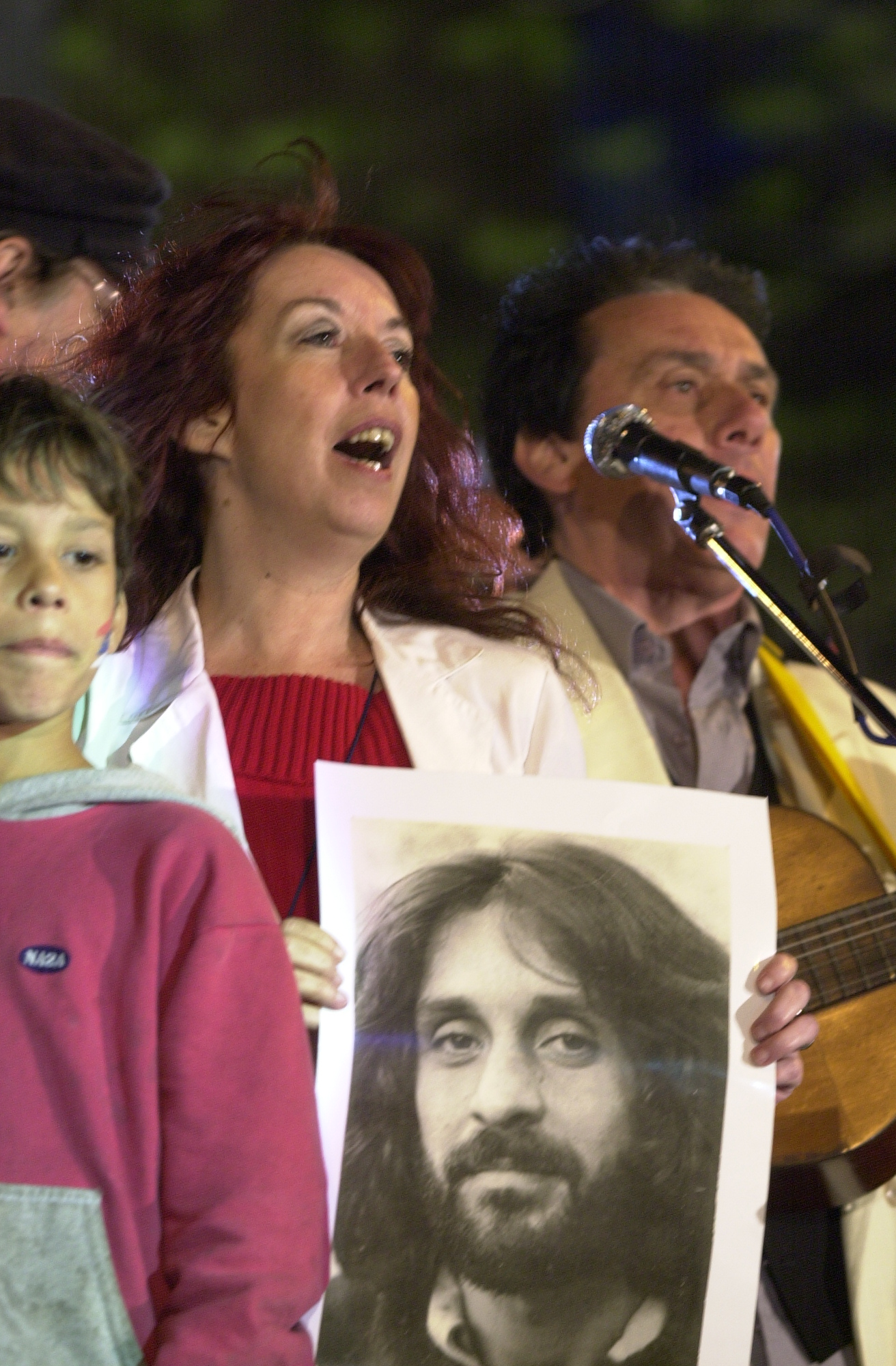
Los músicos Adriana Ducret (que sostiene una fotografía de Lazaroff) y Jorge Bonaldi en un homenaje a Jorge Lazaroff.

Jorge Lazaroff murió el 22 de marzo de 1989, víctima de un linfoma.

## Algunos intérpretes de su obra
- Asamblea Ordinaria
- Daniel Viglietti (1939-2017)
- Eduardo "Pitufo" Lombardo
- Fernando Cabrera (1956-)
- Jaime Roos (1953-)
- Jorge Bonaldi (1949-)
- Liliana Vitale (1959-)
- Rubén Olivera (1954-)
- Cuatro Pesos de Propina
- Felipe Castro e Ismael Collazo

## Discografía

### Solista
- Albañil (Ayuí/Tacuabé a/e20k. 1979)
- Dos (Ayuí/Tacuabé a/e34k. 1983)
- Tangatos (Ayuí/Tacuabé a/e46k. 1985)
- Éxitos de nunca (Ayuí/Tacuabé a/e85k).
- Ríos (Ayuí/Tacuabé a/e112k).
- Pelota al medio (Orfeo 90948-1. 1989)
- Irrestricto (grabado en vivo junto a Leo Maslíah en 1984). Perro Andaluz. 2006)

### Con Los que Iban Cantando
- Ver discografía de Los que Iban Cantando.

### Reediciones
- Albañil/Dos (Ayuí/Tacuabé ae153cd. 1996)
- Éxitos de nunca (Ayuí/Tacuabé y Posdata pd2007. 1999)
- Tangatos / Pelota al medio (Ayuí/Tacuabé ae285-286cd. 2005)